# Solanum sandwicense
Solanum sandwicense là một loài thực vật hiếm có hoa thuộc chi Cà, được biết đến với tên gọi phổ biến là tầm ma Hawaii hay popolo 'aiakeakua (tên địa phương). Đây là loài đặc hữu của bang Hawaii, cụ thể là ở các đảo Kauai, Oahu và Hawaii. Môi trường sống của S. sandwicense đang dần bị phá hủy và suy thoái bởi những loài động vật hoang dã và một số loài thực vật ngoại lai. S. sandwicense được liệt kê vào danh sách những loài nguy cơ bị tuyệt chủng của Hoa Kỳ.

## Mô tả
S. sandwicense là một cây bụi cao tới 5 mét, thân cây có đường kính khoảng 15 cm. Tất cả các bộ phận của cây được phủ một lớp lông tơ màu vàng nâu; mặt dưới của lá có lông rậm hơn mặt trên. Lá đơn hình bầu dục, dài khoảng 10 – 15 cm và rộng khoảng 5 – 14 cm, có răng cưa, cuống lá dài 2 – 4 cm. Hoa mọc thành cụm, cánh màu trắng tím, có đường kính 2 - 2,5 cm, nhị vàng. Quả mọng chín có màu đen, hình cầu, đường kính 1,3 - 1,5 cm, ăn được, vị ngọt.
Loài này thường mọc ở trong rừng ẩm, ven khe suối hẹp và đầm lầy. S. sandwicense được phân tán bởi chim.

## Bị đe dọa
S. sandwicense đã biến mất khỏi đảo Hawaii và Oahu. Tại Kauai, người ta ước tính chỉ còn hơn 20 cá thể S. sandwicense là vẫn còn tồn tại. S. sandwicense bị tàn phá bởi những động vật móng guốc như heo rừng, dê rừng và hươu la; chuột và sên cũng thường ăn nó. Thêm vào đó, các loài thực vật xâm lấn là Kalanchoe pinnata và Passiflora tarminiana đang làm suy thoái môi trường sống của loài này.